# Skedee
Skedee és un poble dels Estats Units a l'estat d'Oklahoma. Segons el cens del 2000 tenia 102 habitants.

## Demografia
Segons el cens del 2000, Skedee tenia 102 habitants, 38 habitatges, i 22 famílies. La densitat de població era de 302,9 habitants per km².
Dels 38 habitatges en un 39,5% hi vivien nens de menys de 18 anys, en un 55,3% hi vivien parelles casades, en un 2,6% dones solteres, i en un 39,5% no eren unitats familiars. En el 34,2% dels habitatges hi vivien persones soles el 28,9% de les quals corresponia a persones de 65 anys o més que vivien soles. El nombre mitjà de persones vivint en cada habitatge era de 2,68 i el nombre mitjà de persones que vivien en cada família era de 3,61.
Per edats la població es repartia de la següent manera: un 31,4% tenia menys de 18 anys, un 10,8% entre 18 i 24, un 31,4% entre 25 i 44, un 12,7% de 45 a 60 i un 13,7% 65 anys o més.
L'edat mediana era de 28 anys. Per cada 100 dones de 18 o més anys hi havia 75 homes.
La renda mediana per habitatge era de 17.188 $ i la renda mediana per família de 25.938 $. Els homes tenien una renda mediana de 25.938 $ mentre que les dones 11.944 $. La renda per capita de la població era de 9.192 $. Entorn del 24,1% de les famílies i el 28,7% de la població estaven per davall del llindar de pobresa.

## Poblacions més properes
El següent diagrama mostra les poblacions més properes.